# Charles-Adolphe Stein
Pour les articles homonymes, voir Stein.
Charles-Adolphe Stein (1er août 1878-27 février 1938) est un avocat et homme politique fédéral et provincial du Québec.

## Biographie
Né à Québec, il étudie au Séminaire de Québec et à l'Université Laval où il apprit le droit et reçut la médaille académique du gouverneur général en 1902. Admis au Barreau du Québec en 1902, il fut également nommé au Conseil du Roi la même année. Il partit ensuite pratiquer le droit à Rivière-du-Loup avec Ernest Lapointe et Léon Casgrain, tous deux ministres, comme collègues.
Élu député du Parti libéral du Québec dans la circonscription de Kamouraska en 1912, il sera réélu en 1916 et en 1919. Il démissionne en 1920 pour faire un saut en politique fédérale.
Il est à nouveau élu député du Parti libéral du Canada dans la circonscription de Kamouraska en remportant l'élection partielle organisée après le départ d'Ernest Lapointe en 1920. Réélu en 1921, il démissionne en 1922 pour accepter un poste de juge à la Cour supérieure du Québec.